# Jochi

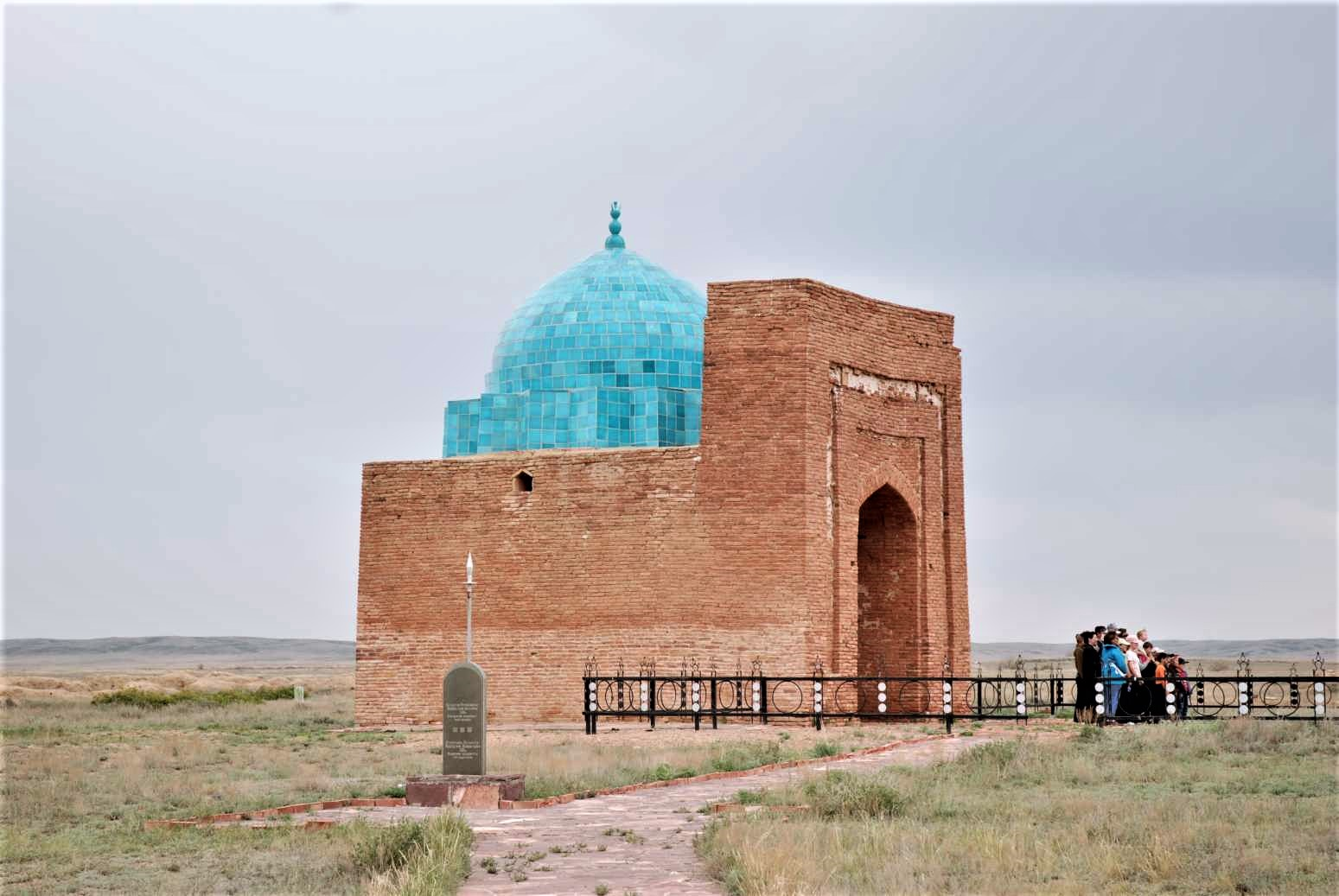
Mausoleum van Jochi Khan

Jochi (ook wel Jöchi) (ca. 1185-1226/1227) was de eerste zoon van Dzjengis Khans vrouw Börte.  Hij 
was de broer van Chagatai, Ögedei en Tolui. Zijn naam is Oud-Mongools voor gast.
Of hij ook de eerste zoon van Dzjengis was, is onduidelijk. Men vermoedde namelijk dat Börte, die rond de verwekking van Jochi door de Merkieten gevangen was genomen, mogelijkerwijs daar bezwangerd was door een van haar ontvoerders. Daardoor werd Jochi door velen als een bastaard gezien en was het min of meer een publiek geheim dat Jochi mogelijkerwijs geen zoon van Dzjengis was. Dit was later ook van groot politiek belang. De yassak schreef voor dat de khagan uit de nakomelingen van Dzjengis gekozen moesten worden. De afkomst van Jochi werd door zijn politieke tegenstanders tegen hem gebruikt en hij werd veelvuldig herinnerd aan zijn positie. Vooral Chagatai was erg tegen een te grote machtspositie voor Jochi. Ook Jochi's zonen Batu en Berke, machtige leiders, werden hierom van een uitzicht op de titel khagan beroofd. Andere zoons van Jochi waren Orda, Sinkur en Siban.
Het rijk van Jochi, waar hij in naam van zijn vader over mocht heersen, was het noordwestelijke deel van het rijk, tot grofweg aan de Kaspische Zee. Ook verkreeg hij al in circa 1207 van zijn vader het gebied ten noorden van Mongolië, rond het Baikalmeer, om over te heersen
Jochi had vele ruzies met zijn familieleden. Hij had vooral veel spanningen met Chagatai, die er alles aan deed om Jochi's bastaard-zijn te bevestigen. Op een speciale khuriltai verklaarde Dzjengis voorgoed dat Jochi zijn bloedeigen zoon was, hetgeen Chagatai verder tegen Jochi opstookte. Deze ruzie werd heviger toen Chagatai een stad wilde plunderen die Dzjengis aan Jochi beloofd had. Hierop werd Ögedei als rechter aangewezen. Hij was het met Chagatai eens, waarna Jochi zich in 1223 terugtrok op zijn gebied en zich niet meer met zijn vader en broers wilde verzoenen. De reden hiervoor is dat hij waarschijnlijk jaloers was op Ögedei, die als opvolger was aangewezen door Dzjengis.
Over wat volgde verschillen de meningen, maar mogelijk was Jochi bezig zich tegen zijn vader te richten. Dzjengis stuurde gezanten naar zijn zoon om hem te ontbieden, maar deze weigerde. Daarna stuurde Dzjengis zijn zoons Chagatai en Ögedei met een leger, maar voordat het tot een mogelijk treffen kwam, hoorde men in februari 1227 dat Jochi was overleden.
- Gemeinsame Normdatei: 119478374
- International Standard Name Identifier: 0000 0000 1386 2380
- Library of Congress Control Number: no98095133
- Nationale Bibliotheek van Polen: a0000001183641
- TDVİA: cuci-han
- Virtual International Authority File: 145323704
- WorldCat: E39PCjxyhpxtf9W3PY8HcrKJ9P